# Loganton, Pennsylvania
Loganton là một thị trấn thuộc quận Clinton, tiểu bang Pennsylvania, Hoa Kỳ. Năm 2010, dân số của thị trấn này là 468 người.